# Grendunört
Grendunört (Epilobium roseum) är en art i familjen dunörtsväxter.

## Kännetecken
Grendunört blir upp till 70 centimeter hög. Den blommar i juli-augusti.